# Ołeksij Telatnykow
Ołeksij Łeonidowycz Telatnykow, ukr. Олексій Леонідович Телятников (ur. 21 października 1980) – ukraiński piłkarz grający na pozycji napastnika.

## Kariera piłkarska

### Kariera klubowa
W 1996 rozpoczął karierę piłkarską w klubie Torpedo Zaporoże. Na początku 1998 został zaproszony do Dnipra Dniepropetrowsk, w którym występował przez 4 lata. W 1999 został wypożyczony do MFK Mikołajów. Po roku przeniósł się do Krywbasu Krzywy Róg. Występował na zasadach wypożyczenia w FK Ołeksandrija i Arsenał Charków. W 2004 zakończył karierę piłkarską.

### Kariera reprezentacyjna
Występował w juniorskiej reprezentacji Ukrainy U-16, z którą brał udział w turnieju finałowym Mistrzostw Europy U-16 w Niemczech (1997). W 1998 bronił barw reprezentacji Ukrainy U-18. W 2001 w składzie studenckiej reprezentacji występował na Letniej Uniwersjadzie.

## Sukcesy i odznaczenia

### Sukcesy reprezentacyjne
Ukraina studencka
- wicemistrz Letniej Uniwersjady: 2001

### Sukcesy klubowe
Dnipro-2 Dniepropetrowsk
- mistrz grupy W Drugiej Ligi: 1999/2000

### Odznaczenia
- tytuł Mistrza Sportu Klasy Międzynarodowej: 2001